# Tatar böreği
Tatar böreği (Tatar börek) là một món ăn có nguồn gốc xuất xứ từ Thổ Nhĩ Kỳ bao gồm các gói bột thường được cắt theo hình tam giác. Nó là một loại thực phẩm phổ biến ở nhiều vùng nội địa của Thổ Nhĩ Kỳ và các thành phố như Eskişehir và Gaziantep.
Chiếc bánh thường được phủ với sữa chua và thịt bò xay, tỏi, rau mùi tây. Theo truyền thống ở Bắc Síp, chúng được phục vụ với phô mai halloumi bào và bạc hà.
Tháng 8 năm 2018, tổng thống Thổ Nhĩ Kỳ Recep Tayyip Erdoğan nói rằng ông muốn phục vụ món ăn này trong chuỗi loạt quán cà phê mà ông dự định thành lập trên khắp Thổ Nhĩ Kỳ, nếu ông giữ chức tổng thống sau cuộc bầu cử tổng thống vào tháng 6 năm 2018.